# Онтонав
Онтонав (фр. Antonaves) насеље је и општина у Француској у региону Прованса-Алпи-Азурна обала, у департману Горњи Алпи која припада префектури Гап.
По подацима из 2011. године у општини је живело 179 становника, а густина насељености је износила 22,29 становника/km². Општина се простире на површини од 8,03 km². Налази се на средњој надморској висини од 625 метара (максималној 1.414 m, а минималној 512 m).

## Демографија
| 1962. | 1968. | 1975. | 1982. | 1990. | 1999. | 2011. |
| ----- | ----- | ----- | ----- | ----- | ----- | ----- |
| 60    | 62    | 70    | 101   | 126   | 158   | 179   |

График промене броја становника у току последњих година